# Championnat de Finlande de hockey sur glace 2007-2008
Saison précédente Saison suivante
La saison 2007-2008 est la trente-troisième saison de la SM-Liiga, le championnat élite de hockey sur glace en Finlande. La saison régulière a débuté le 13 septembre 2007 et s'est conclue le 4 mars 2008 sur la victoire du Kärpät Oulu.
En finale des séries éliminatoires, le Kärpät Oulu remporte son second titre consécutif, le quatrième en cinq ans, en battant son dauphin de la saison régulière, le Blues Espoo 4 matchs à 1.

## Déroulement
Les quatorze équipes de la division élite jouent chacune un total de 56 matchs lors de la saison régulière répartis en quatre confrontations directes avec chacune des autres équipes, deux à domicile et deux à l'extérieur et quatre matchs « bonus ». À l'issue de la saison régulière, les six meilleures équipes sont directement qualifiées pour les séries, les quatre suivantes jouent pour les deux dernières places des playoffs lors de matchs de barrage au meilleur des trois rencontres. La SM-liiga étant une ligue dite « fermée », aucune équipe n'est reléguée dans la division inférieure.

## Saison régulière

### Classement
|    | Équipe             | PJ | V  | VP | DP | D  | BP  | BC  | Diff | Pts |
| -- | ------------------ | -- | -- | -- | -- | -- | --- | --- | ---- | --- |
| 1  | Kärpät Oulu        | 56 | 32 | 10 | 5  | 9  | 205 | 129 | +76  | 121 |
| 2  | Espoo Blues        | 56 | 33 | 5  | 6  | 12 | 165 | 114 | +51  | 115 |
| 3  | Jokerit Helsinki   | 56 | 29 | 5  | 8  | 14 | 179 | 152 | +27  | 105 |
| 4  | Tappara Tampere    | 56 | 28 | 8  | 4  | 16 | 185 | 136 | +49  | 104 |
| 5  | JYP Jyväskylä      | 56 | 27 | 7  | 6  | 16 | 174 | 129 | +45  | 101 |
| 6  | Pelicans Lahti     | 56 | 28 | 5  | 4  | 19 | 176 | 142 | +34  | 98  |
| 7  | HIFK               | 56 | 23 | 11 | 6  | 16 | 167 | 145 | +22  | 97  |
| 8  | Ilves Tampere      | 56 | 24 | 8  | 2  | 22 | 161 | 164 | -3   | 90  |
| 9  | Lukko Rauma        | 56 | 18 | 4  | 6  | 28 | 137 | 156 | -19  | 68  |
| 10 | TPS Turku          | 56 | 18 | 2  | 9  | 27 | 130 | 164 | -34  | 67  |
| 11 | SaiPa Lappeenranta | 56 | 15 | 5  | 7  | 29 | 115 | 155 | -40  | 62  |
| 12 | HPK Hämeenlinna    | 56 | 16 | 1  | 6  | 33 | 123 | 183 | -60  | 56  |
| 13 | KalPa Kuopio       | 56 | 13 | 5  | 3  | 35 | 128 | 179 | -51  | 52  |
| 14 | Ässät Pori         | 56 | 10 | 2  | 6  | 38 | 111 | 208 | -97  | 40  |

### Meilleurs pointeurs

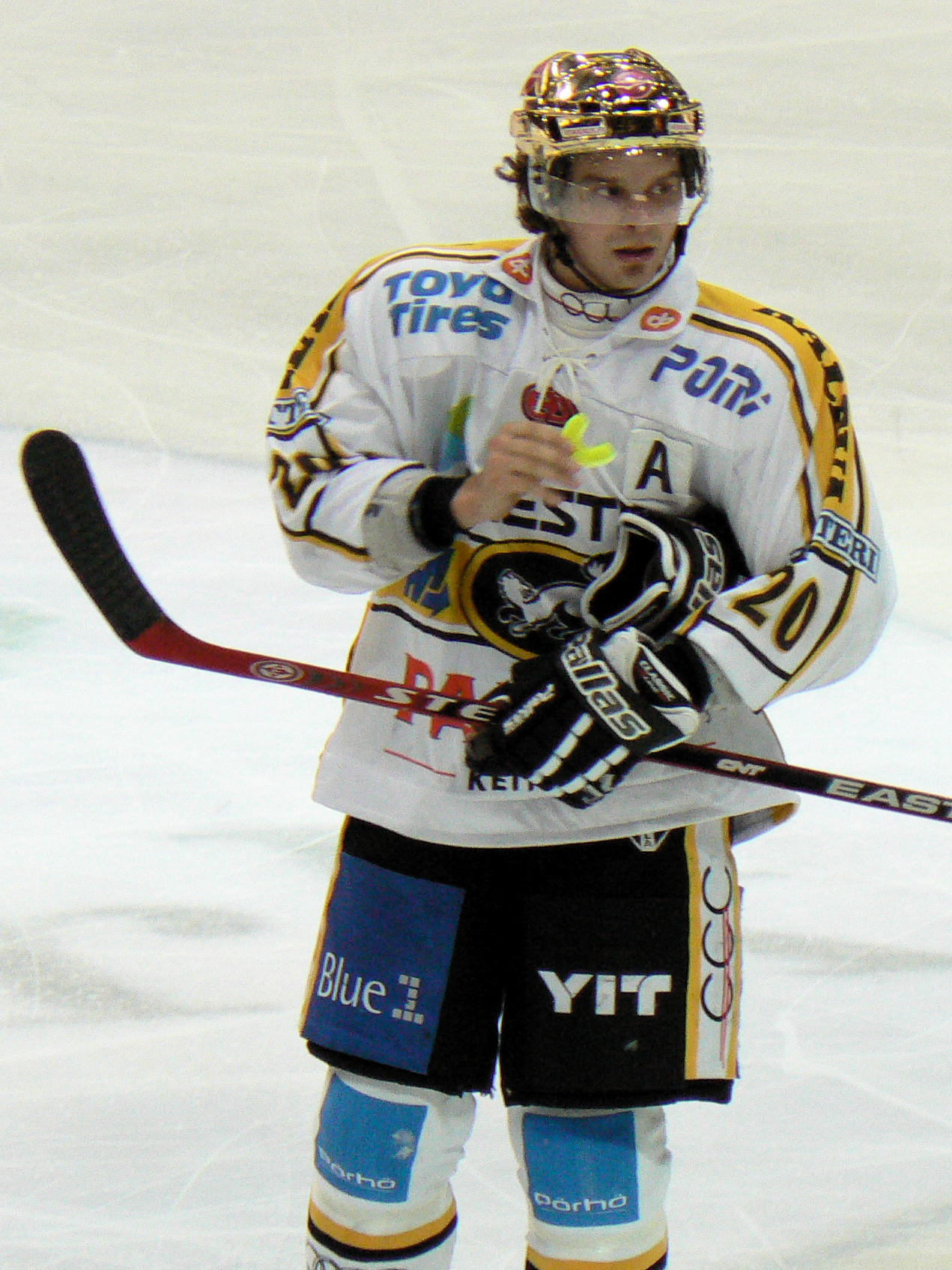
Janne Pesonen, attaquant du Kärpät Oulu, meilleur buteur et meilleur pointeur de la saison régulière.

Cette section présente les meilleurs pointeurs de la saison régulière.
| #  | Joueur         | Équipe           | PJ | B  | A  | Pts |
| -- | -------------- | ---------------- | -- | -- | -- | --- |
| 1  | Janne Pesonen  | Kärpät Oulu      | 56 | 34 | 44 | 78  |
| 2  | Ville Leino    | Jokerit Helsinki | 55 | 28 | 49 | 77  |
| 3  | Hannes Hyvönen | Kärpät Oulu      | 54 | 24 | 42 | 66  |
| 4  | Jarkko Immonen | JYP Jyväskylä    | 54 | 26 | 37 | 63  |
| 5  | Tim Stapleton  | Jokerit Helsinki | 55 | 29 | 33 | 62  |
| 6  | Tommi Santala  | Jokerit Helsinki | 56 | 28 | 30 | 58  |
| 7  | Matias Loppi   | Pelicans Lahti   | 55 | 18 | 40 | 58  |
| 8  | Michal Broš    | Kärpät Oulu      | 53 | 25 | 28 | 53  |
| 9  | Timo Koskela   | Tappara Tampere  | 56 | 20 | 33 | 53  |
| 10 | Janne Ojanen   | Tappara Tampere  | 56 | 17 | 35 | 52  |

### Meilleurs gardiens de but

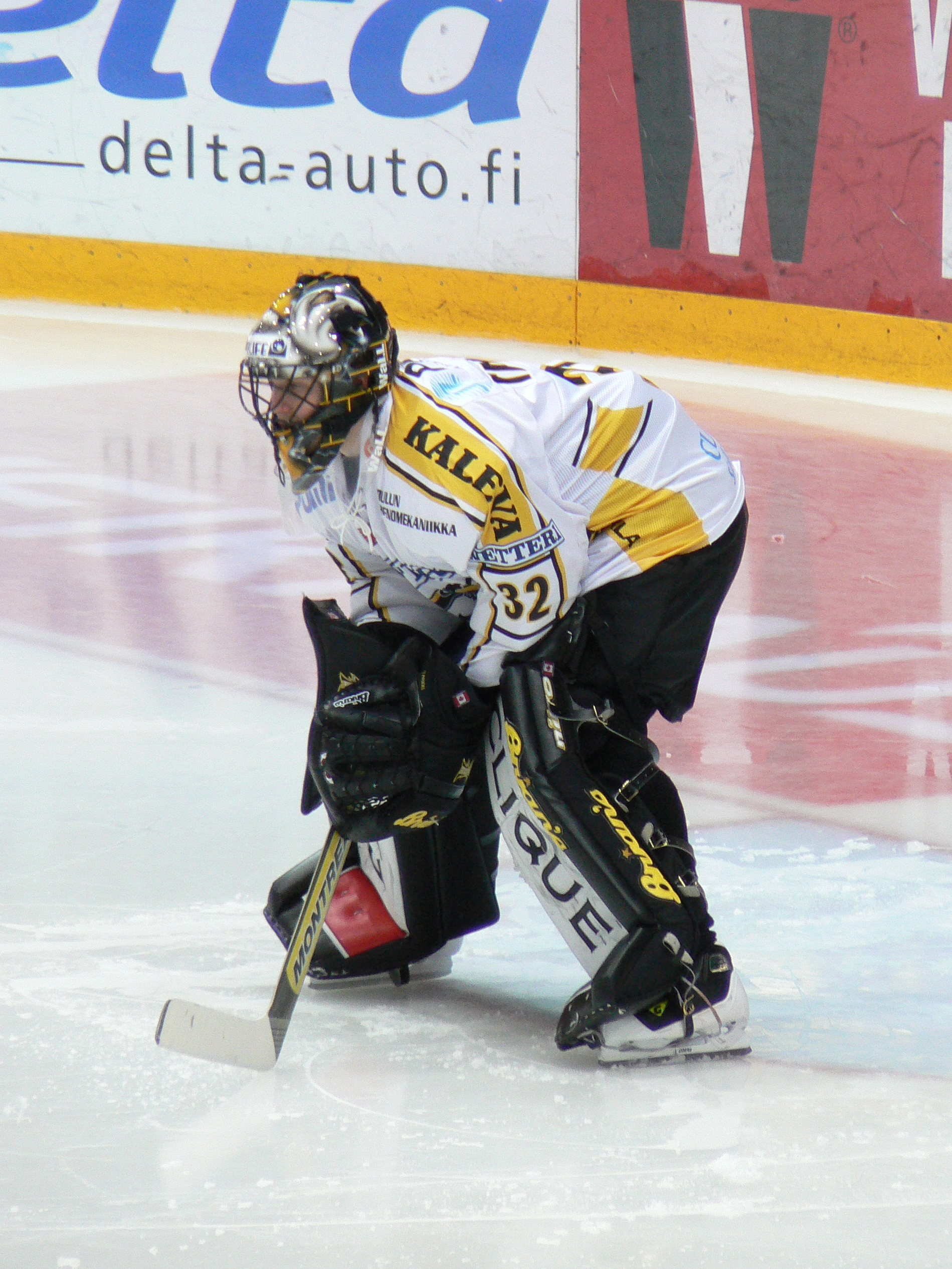
Tuomas Tarkki, gardien du Kärpät Oulu, meilleur gardien de la saison régulière.

Cette section présente les meilleurs gardiens de la saison régulière, classés en fonction du pourcentage d'arrêts.
| # | Gardien            | Équipe           | PJ | BL | %Arr    |
| - | ------------------ | ---------------- | -- | -- | ------- |
| 1 | Tuomas Tarkki      | Kärpät Oulu      | 37 | 2  | 93,22 % |
| 2 | Sinuhe Wallinheimo | JYP Jyväskylä    | 27 | 2  | 92,83 % |
| 3 | Pekka Tuokkola     | JYP Jyväskylä    | 30 | 3  | 92,69 % |
| 4 | Antti Niemi        | Pelicans Lahti   | 49 | 4  | 92,63 % |
| 5 | Jussi Markkanen    | Jokerit Helsinki | 50 | 4  | 92,49 % |

## Séries éliminatoires

### Barrages
Au meilleur des trois matchs.
- HIFK 2-0 TPS Turku (5-4, 1-0)
- Ilves Tampere 2-1 Lukko Rauma (4-2, 3-4, 1-0)

### Tableau final
Tous les matchs se jouent au meilleur des 7 rencontres à l'exception du match pour la troisième place qui se joue en une seule rencontre.
|  | Quarts de finale | Quarts de finale |             |                  | Demi-finales           | Demi-finales |  |  | Finale          | Finale |
|  | Quarts de finale | Quarts de finale |             |                  | Demi-finales           | Demi-finales |  |  | Finale          | Finale |
|  |                  |                  |             |                  |                        |              |  |  |                 |        |
|  |                  |                  |             |                  |                        |              |  |  |                 |        |
|  |                  |                  |             |                  |                        |              |  |  |                 |        |
|  | Kärpät Oulu      | 4                |             |                  |                        |              |  |  |                 |        |
|  | Kärpät Oulu      | 4                |             |                  |                        |              |  |  |                 |        |
|  | Ilves Tampere    | 2                |             |                  |                        |              |  |  |                 |        |
|  | Ilves Tampere    | 2                | Kärpät Oulu | 4                |                        |              |  |  |                 |        |
|  |                  |                  | Kärpät Oulu | 4                |                        |              |  |  |                 |        |
|  |                  | Tappara Tampere  | 0           |                  |                        |              |  |  |                 |        |
|  | Tappara Tampere  | Tappara Tampere  | 0           | 4                |                        |              |  |  |                 |        |
|  | Tappara Tampere  |                  |             | 4                |                        |              |  |  |                 |        |
|  | JYP Jyväskylä    | 2                |             |                  |                        |              |  |  |                 |        |
|  | JYP Jyväskylä    | 2                | Kärpät Oulu | 4                |                        |              |  |  |                 |        |
|  |                  |                  | Kärpät Oulu | 4                |                        |              |  |  |                 |        |
|  |                  | Blues Espoo      | 2           |                  |                        |              |  |  |                 |        |
|  | Blues Espoo      | Blues Espoo      | 2           | 4                |                        |              |  |  |                 |        |
|  | Blues Espoo      |                  |             | 4                |                        |              |  |  |                 |        |
|  | HIFK             | 1                |             |                  |                        |              |  |  |                 |        |
|  | HIFK             | 1                | Blues Espoo | 4                |                        |              |  |  |                 |        |
|  |                  |                  | Blues Espoo | 4                | Match pour la 3e place |              |  |  |                 |        |
|  |                  | Jokerit Helsinki | 3           |                  |                        |              |  |  |                 |        |
|  | Jokerit Helsinki | Jokerit Helsinki | 3           | 4                |                        |              |  |  |                 |        |
|  | Jokerit Helsinki |                  |             | 4                |                        |              |  |  |                 |        |
|  | Pelicans Lahti   | 2                |             | Jokerit Helsinki | 1                      |              |  |  |                 |        |
|  | Pelicans Lahti   | 2                |             | Jokerit Helsinki | 1                      |              |  |  |                 |        |
|  |                  |                  |             |                  |                        |              |  |  | Tappara Tampere | 0      |
|  |                  |                  |             |                  |                        |              |  |  | Tappara Tampere | 0      |

## Trophées et récompenses
| Kanada-malja : Champion de Finlande                            | Kärpät Oulu                    |
| Kultainen kypärä : Meilleur joueur élu par ses pairs           | Ville Leino (Jokerit Helsinki) |
| Trophée Kalevi-Numminen : Meilleur entraîneur                  | Petri Matikainen (Espoo Blues) |
| Trophée Jarmo-Wasama : Meilleur joueur recrue                  | Oskar Osala (Espoo Blues)      |
| Trophée Matti-Keinonen : Meilleur ratio +/-                    | Janne Pesonen (Kärpät Oulu)    |
| Trophée Raimo-Kilpiö : Joueur le plus fair-play                | Janne Ojanen (Tappara Tampere) |
| Trophée Urpo-Ylönen : Meilleur gardien de but                  | Tuomas Tarkki (Kärpät Oulu)    |
| Trophée Pekka-Rautakallio : Meilleur défenseur                 | Arto Laatikainen (Espoo Blues) |
| Trophée Aarne-Honkavaara : Meilleur buteur                     | Janne Pesonen (Kärpät Oulu)    |
| Trophée Veli-Pekka-Ketola : Meilleur pointeur                  | Janne Pesonen (Kärpät Oulu)    |
| Trophée Lasse-Oksanen : Meilleur joueur de la saison régulière | Ville Leino (Jokerit Helsinki) |
| Trophée Jari-Kurri : Meilleur joueur des séries éliminatoires  | Tuomas Tarkki (Kärpät Oulu)    |